# 中国人民解放军陆军合成第一一九旅
合成第一一九旅（英語：119th Combined Arms Brigade），又称“塞外劲旅”，是中国人民解放军陆军第七十九集团军下辖的一个轻型合成旅，驻地内蒙古自治区赤峰市。

## 历史概述
该旅前身是以冀东大暴动队伍组建的八路军第四纵队苏陈支队。历经多次改革，2017年改为现有编制。

## 沿革
参考资料：
| 部隊番號                 | 使用時期                 |
| ------------------------ | ------------------------ |
| 八路军第四纵队苏陈支队   | 1938年8月-1939年12月     |
| 冀热察挺进军第十二团     | 1939年12月-1944年7月     |
| 冀热辽军区第十二团       | 1944年7月-1945年9月      |
| 冀热辽军区第二十一旅     | 1945年9月-1946年1月      |
| 东北民主联军第八旅       | 1946年1月-1946年7月31日  |
| 东北民主联军第八师       | 1946年7月31日-1948年11月 |
| 中国人民解放军第一一九师 | 1948年11月-1960年1月     |
| 陆军第一一九师           | 1960年1月-1985年9月      |
| 摩托化步兵第一一九师     | 1985年9月-1998年11月     |
| 摩托化步兵第一一九旅     | 1998年11月-2017年4月     |
| 合成第一一九旅           | 2017年4月至今            |

## 荣誉
- 塞外硬四连：一一九旅二营四连